# 源宗明
源 宗明（みなもと の むねあきら）は、南北朝時代の公卿。鎌倉幕府8代将軍・久明親王の子である久良親王の子。官位は従一位・権大納言。宮大納言と号す。

## 出自
参議を経ずに権中納言に任ぜられるという摂関家出身者並の昇進をし最終的には従一位に叙せられるなど、破格の待遇を受けた。
洞院公定の日記『玉英記』の記事に従えば、宗明は久良親王の息男ということになる。また、『師守記』の内容から判断すると、当時既に出家していた久良親王（土御門入道親王）から臣籍降下した後に親王に復した例について意見を求められて所見を述べたとあるのは、息男宗明の将来を念頭に置いてのことではないかと推測できる。
『玉英記』や『師守記』の内容から判断すると、宗明が元服する頃に実父の久良親王は既に出家していたため二条家が後見となったのではないかと推測できる。

## 経歴
以下、『公卿補任』、『尊卑分脈』の内容に従って記述する。
- 暦応元年（1338年）8月11日、源氏姓を賜り従四位下に叙せられ侍従に任ぜられる[7]。
- 暦応2年（1339年）4月18日、左中将に任ぜられる。
- 暦応3年（1340年）7月19日、正四位下に昇叙。
- 暦応4年（1341年）4月16日、従三位に叙せられる。左中将は元の如し。
- 康永4年（1345年）4月16日、正三位に昇叙。
- 貞和2年（1346年）2月18日、参議を経ず権中納言に任ぜられる。
- 貞和4年（1348年）4月12日、従二位に昇叙。同年12月24日には権大納言に昇進。
- 文和3年（1354年）10月22日、権大納言を辞した。
- 文和4年（1355年）8月13日、正二位に昇叙。
- 延文5年（1360年）4月、従一位に昇叙。
- 康暦元年（1379年）、出家[8]。